# Kéméné Tambo
Kéméné Tambo est une commune rurale malienne de l'arrondissement central de Ambidédi, dans le cercle de Ambidédi et la région de Kayes. Elle a pour chef-lieu la localité de Ambidédi Poste et est située dans le pays de la Gadiaga.

## Géographie
La commune d'étend sur la rive gauche du fleuve Sénégal à l'ouest de la ville de Kayes.
| Sony   | Guidimakan Kéri Kaffo | Bangassi, Somankidy |
| Falémé | Kéméné Tambo          | Samé Diomgoma       |
|        | Samé Diomgoma         |                     |

## Villages
La commune s'étend sur 14 localités relevées lors du recensement général de 2009. 
Les villages les plus peuplés sont :
- Dramané (4 310 habitants)
- Toubaboukané (2 863 habitants)
- Ambidédi Poste (1 546 habitants)

En 2023, la loi 2023-007 attribue à la commune 15 villages administratifs :
- Ambidédi Poste
- Ambidédi Rive Gauche
- Moussala
- Takoutalla
- Kanaguilé
- Gakoura RG
- Songoné
- Dramané
- Makadougou
- Makalagare
- Gouele
- Diakandape Village
- Diakandape Plantation
- Tambonkané
- Toubaboukané

## Population
La population communale est composée en majorité de Soninké et de Bambara.

## Politique
| Année | Maire élu        | Parti politique |
| ----- | ---------------- | --------------- |
| 2004  | Massamba Yattara | Cnid            |
| 2009  | Massamba Yattara | Cnid            |
| 2016  | Idrissa Diallo   |                 |